# منتخب مصر لهوكي الحقل
منتخب مصر لهوكي الحقل هو ممثل مصر الرسمي في المنافسات الدولية في رياضة هوكي الحقل.

## التاريخ
- 1992 - 12
- 2004 - 12

دوري فيه العالمي لهوكي الحقل
- 2012–13 - 25
- 2014–15 - 18
- 2016-17 - 15

كأس أمم أفريقيا لهوكي الحقل
- 1974 - 5
- 1983 -
- 1989 -
- 1993 -
- 1996 -
- 2000 -
- 2005 -
- 2009 -
- 2011 -
- 2013 -

ألعاب عموم أفريقيا
- 1987 - المركز الرابع
- 1991 -
- 1995 -
- 1999 -
- 2003 -

كأس السلطان أزلان شاه
- 2009 - 5
- 2010 - 7